# Dolní Dvůr
Dolní Dvůr (en allemand : Niederhof) est une commune du district de Trutnov, dans la région de Hradec Králové, en Tchéquie. Sa population s'élevait à 275 habitants en 2020.

## Géographie
Dolní Dvůr se trouve à 6 km au nord-est de Vrchlabí, à 21 km au nord-ouest de Trutnov, à 51 km au nord-nord-ouest de Hradec Králové et à 108 km au nord-est de Prague.
La commune est limitée par Strážné à l'ouest et au nord, par Černý Důl à l'est, par Lánov au sud, et par Vrchlabí au sud-ouest.

## Histoire
La première mention écrite de la localité date de 1539.